# Skośnikowate
Skośnikowate (Gelechiidae) – rodzina małych motyli z nadrodziny Gelechioidea, zaliczana do kladu Aglossata, obejmuje ponad 4830 opisanych gatunków w 500 rodzajach. 

## Pochodzenie
Skośnikowate występują co najmniej od miocenu – z tej epoki pochodzi inkluzja nieoznaczonego skośnikowatego w bursztynie Chiapas w Meksyku. 

## Morfologia
Gąsienice mają pojedyncze pary posuwek w segmentach od A3 do A6 oraz w segmencie A10, osiągają maksymalnie około 10–15 mm długości. Niektóre gatunki gąsienic są wyposażone w grzebień analny.
Motyle małe, rozpiętość skrzydeł wynosi od 4 do 35 mm. Głowa i haustellum są pokryte łuskami, głaszczki wargowe zakrzywione, głaszczki szczękowe składają się z czterech segmentów.
Przednie skrzydła skośnikowatych mają najczęściej trapezoidalny kształt (często zakończone szpiczasto) i charakterystyczne użyłkowanie. Ubarwienie zazwyczaj stonowane, choć zdarzają się gatunki o deseniu z jaskrawymi kolorami i metalicznymi plamami.
Ronald W. Hodges zdefiniował rodzinę na podstawie 5 cech: formy gnatosa, braku żyłki postkubitalnej w przednich skrzydłach, obecności retinakulum na żyłce radialnej przednich skrzydeł u samic, kształtu tylnych skrzydeł, długich głaszczkach wargowych.

## Tryb życia
Gąsienice skośnikowatych żerują na roślinach należących do przeszło 80 rodzin (Ronald W. Hodges podał 82 rodziny), zwłaszcza na bobowatych i astrowatych, a także na sosnowatych, mirtowatych oraz na mchach i paprociach. Gąsienice m.in. zawijają i złączają liście za pomocą przędzy, minują liście (np. z rodzaju Coleotechnites), nasiona lub tworzą galasy, żerują także na korzeniach, korze, kwiatach bądź żywią się padliną. Gąsienice występują pojedynczo lub gromadnie. Osobniki dorosłe zazwyczaj są aktywne nocą, choć zdarzają się gatunki dzienne oraz aktywne o zmierzchu. Zaniepokojone imagines poruszają się wirowo na liściach (stąd angielska nazwa rodziny: twirler moths).

## Systematyka
Skośnikowate stanowią największą rodzinę nadrodziny Gelechioidea. Rodzina ta obejmuje ponad 4830 opisanych gatunków w 500 rodzajach, możliwe, że rodzina liczy faktycznie około 10000 gatunków. W Europie występuje 865 gatunków ze 109 rodzajów. Rodzaj typowy to Gelechia, jego nazwa pochodzi od greckiego słowa gēlechēs, które oznacza „śpiący na ziemi”. 
W Polsce odnotowano co najmniej 212 gatunków – jest to jedna z najmniej poznanych rodzin motyli drobnych w Polsce, do krajowych gatunków rzadkich w skali Europy zaliczono Anasphaltis renigerellus.
Podział na 7 podrodzin w oparciu o badania genetyczne (2013):
- Anacampsinae(inne języki)
- Anomologinae(inne języki)
- Apatetrinae(inne języki)
- Dichomeridinae(inne języki)
- Gelechiinae(inne języki)
- Physoptilinae(inne języki)
- Thiotrichinae(inne języki)

Podział na 4 podrodziny (według Ronalda W. Hodgesa):
- Apatetrinae(inne języki) (syn. Pexicopiinae)
- Dichomeridinae(inne języki)
- Gelechiinae(inne języki)
- Physoptilinae(inne języki)

## Znaczenie gospodarcze
Wybrane gatunki skośnikowatych mogą być bardzo niszczycielskimi szkodnikami, np. skośnik zbożowiaczek żerujący na nasionach zbóż, Phthorimaea operculella żerująca na ziemniakach, Anarsia lineatella żerująca na gruszach, Pectinophora gossypiella niszcząca uprawy bawełny, Scrobipalpa ocellatella żerująca na burakach.

## Galeria

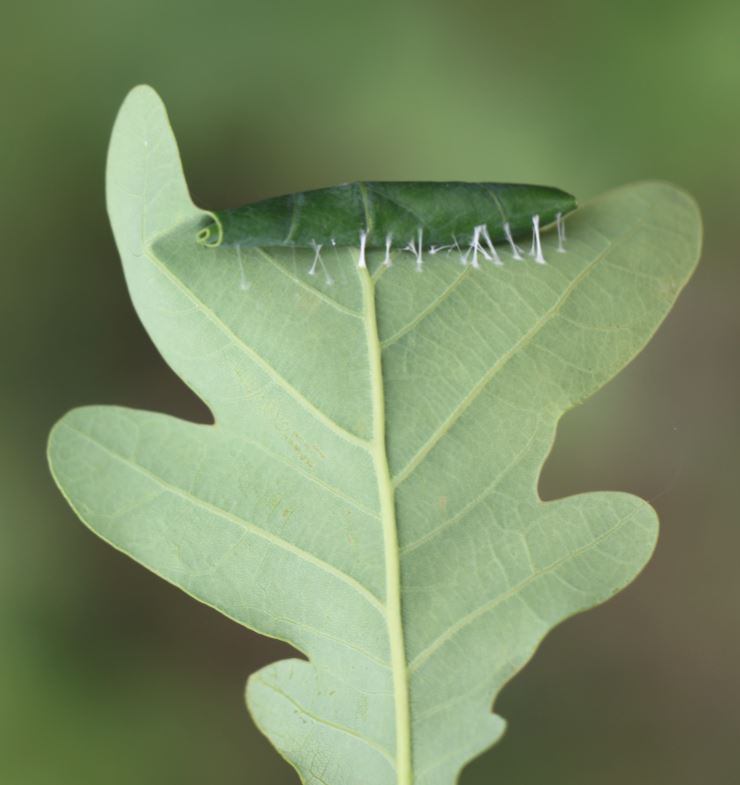
Liść dębu zwinięty przez Anacampsis timidella, Niemcy
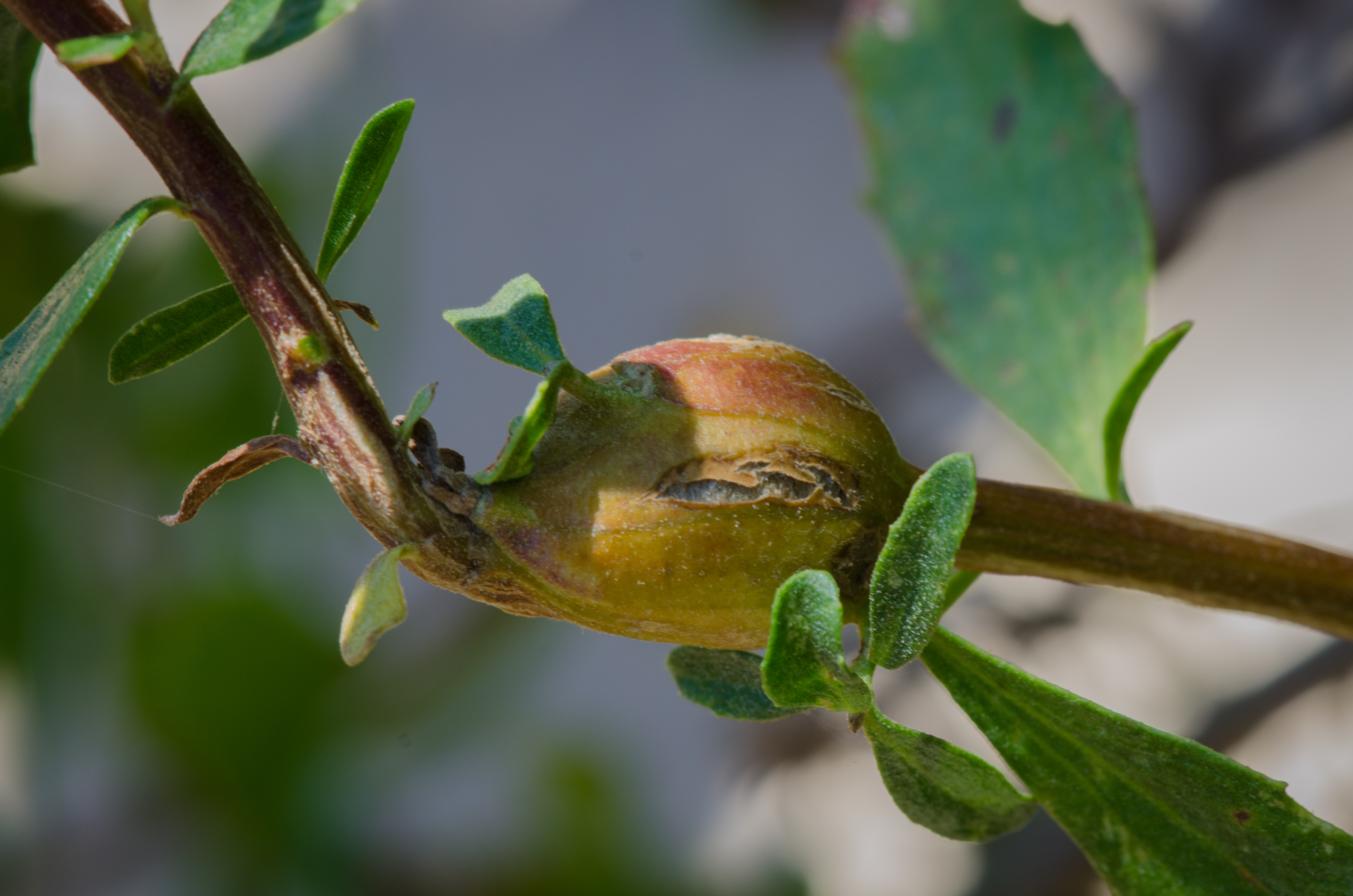
Galas na łodydze Baccharis pilularis wywołany przez Gnorimoschema baccharisella, USA
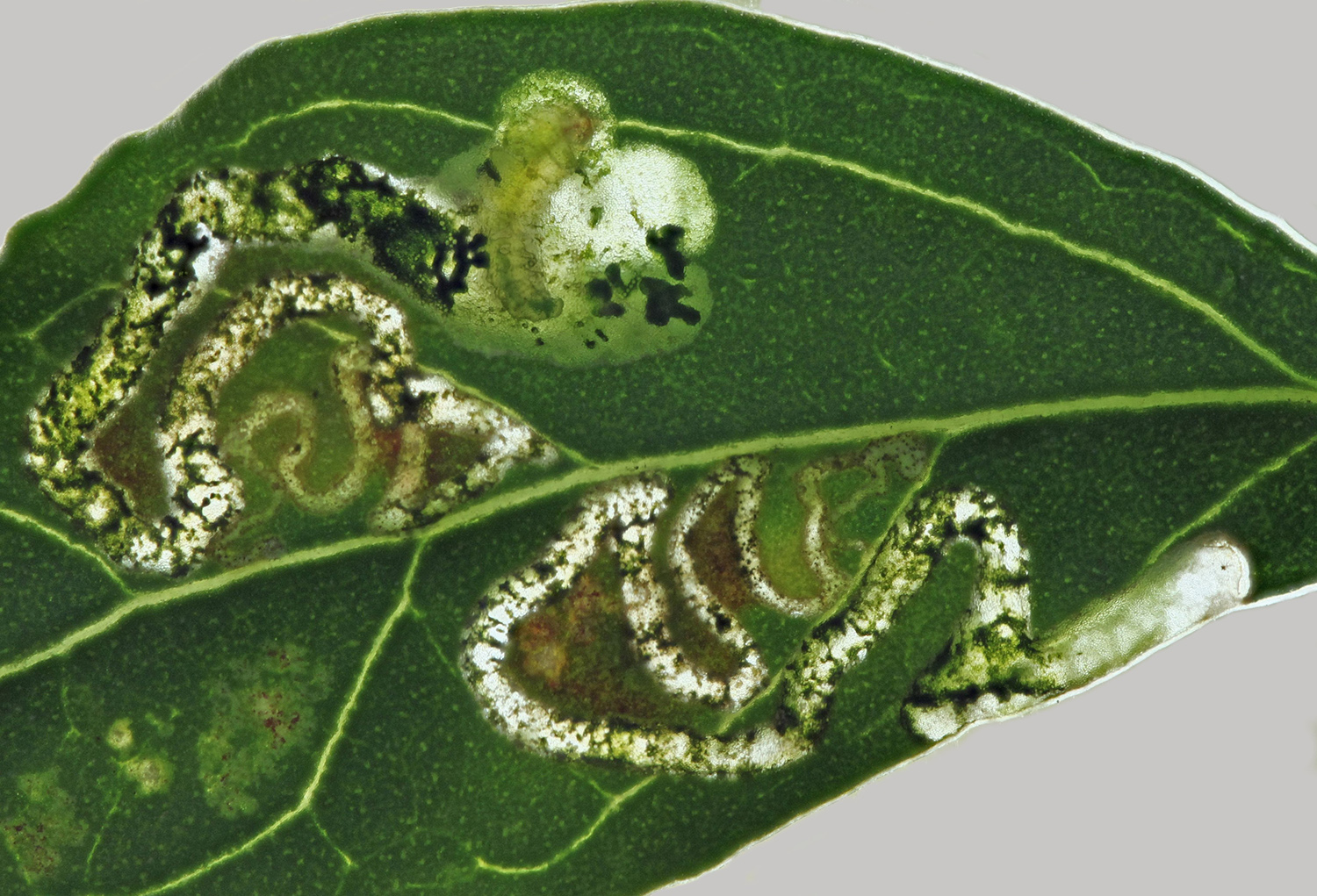
Miny Chrysoesthia drurella, Walia
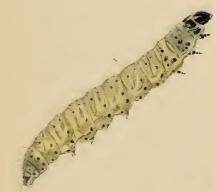
Gąsienica Anacampsis temerella
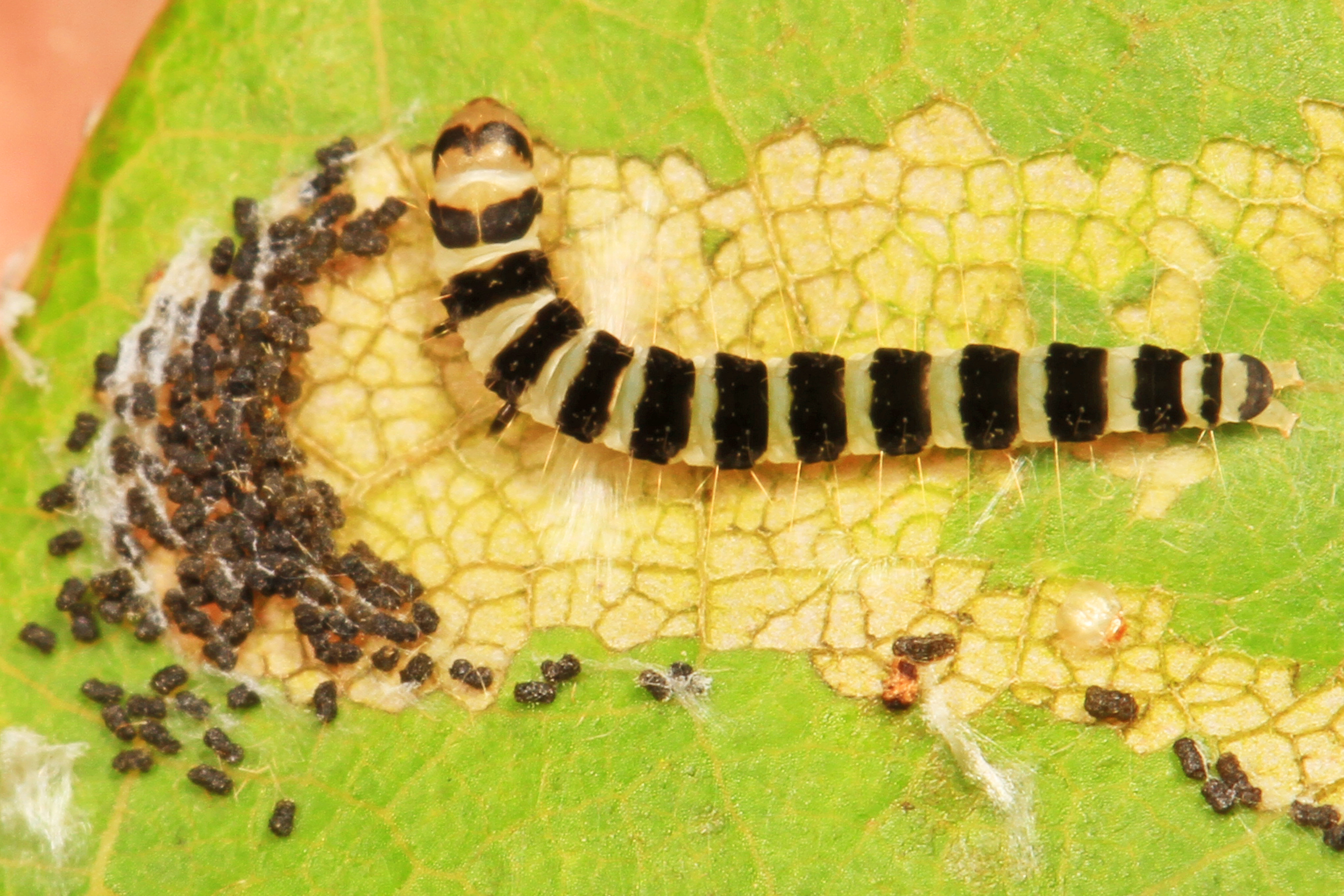
Gąsienica Fascista cercerisella
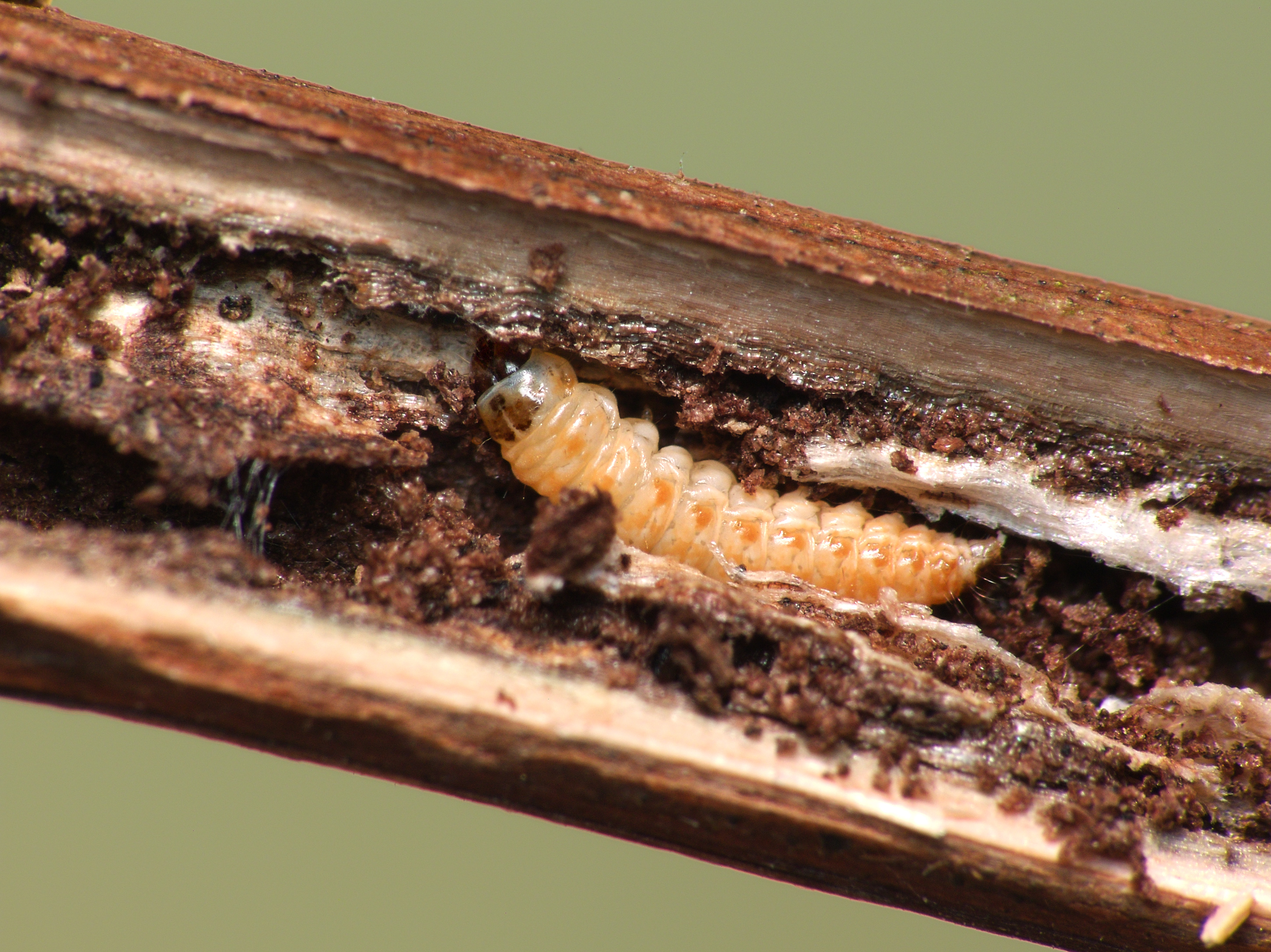
Gąsienica Isophrictis striatella w łodydze wrotyczu
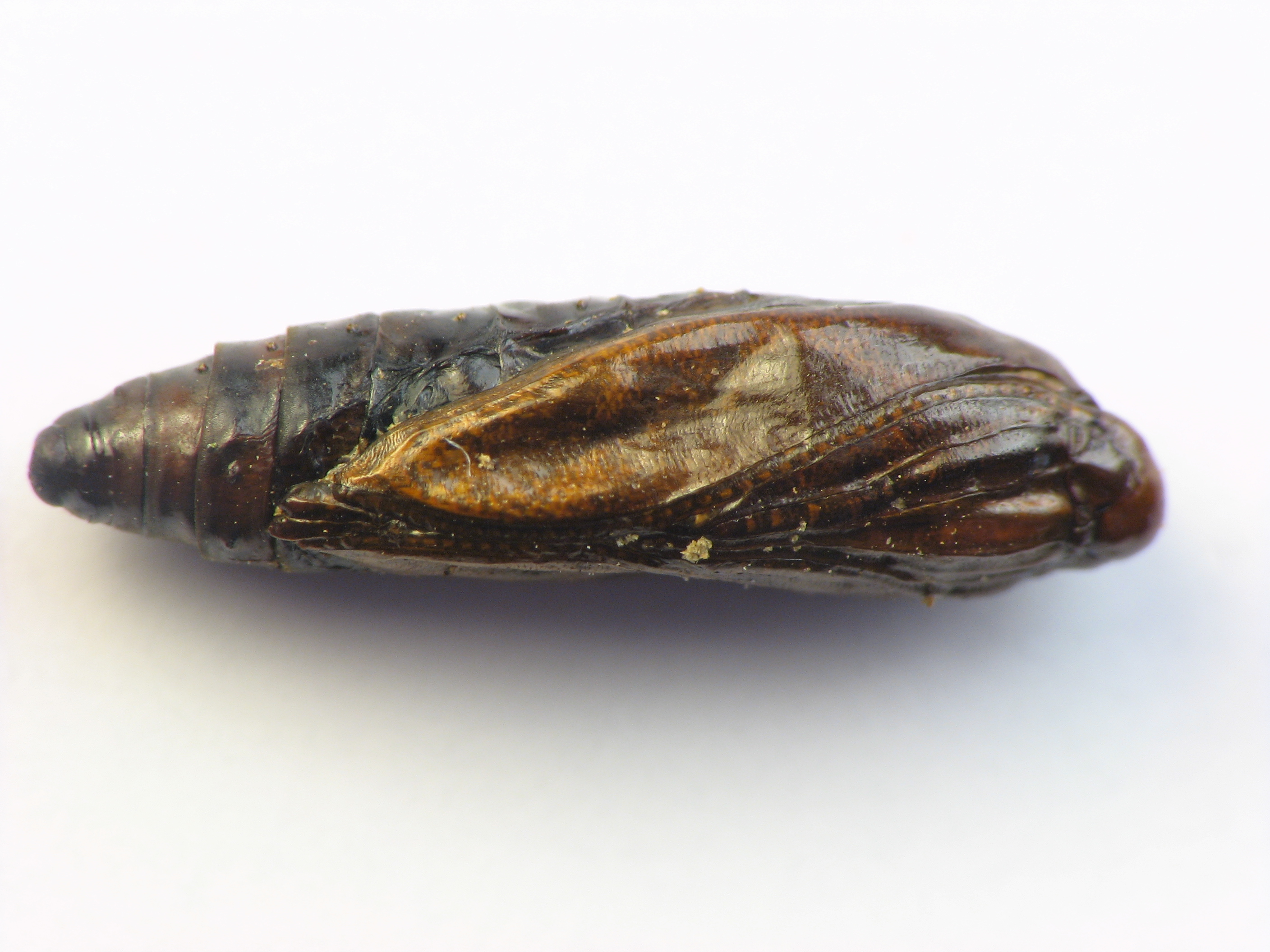
Poczwarka Gnorimoschema gallaesolidaginis
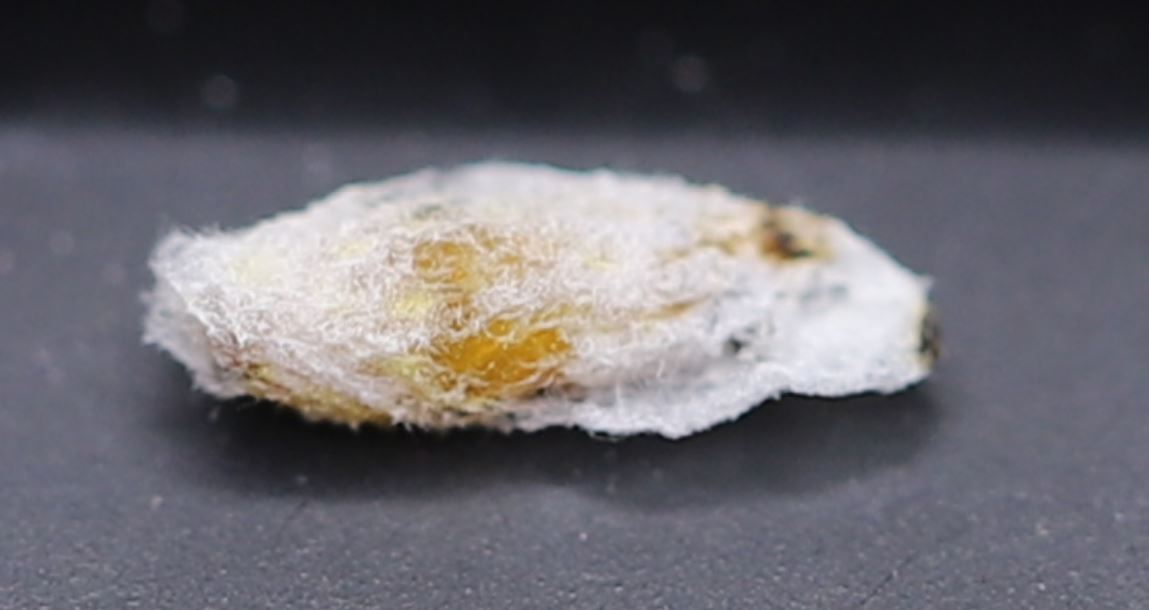
Poczwarka Chrysoesthia sexguttella w kokonie
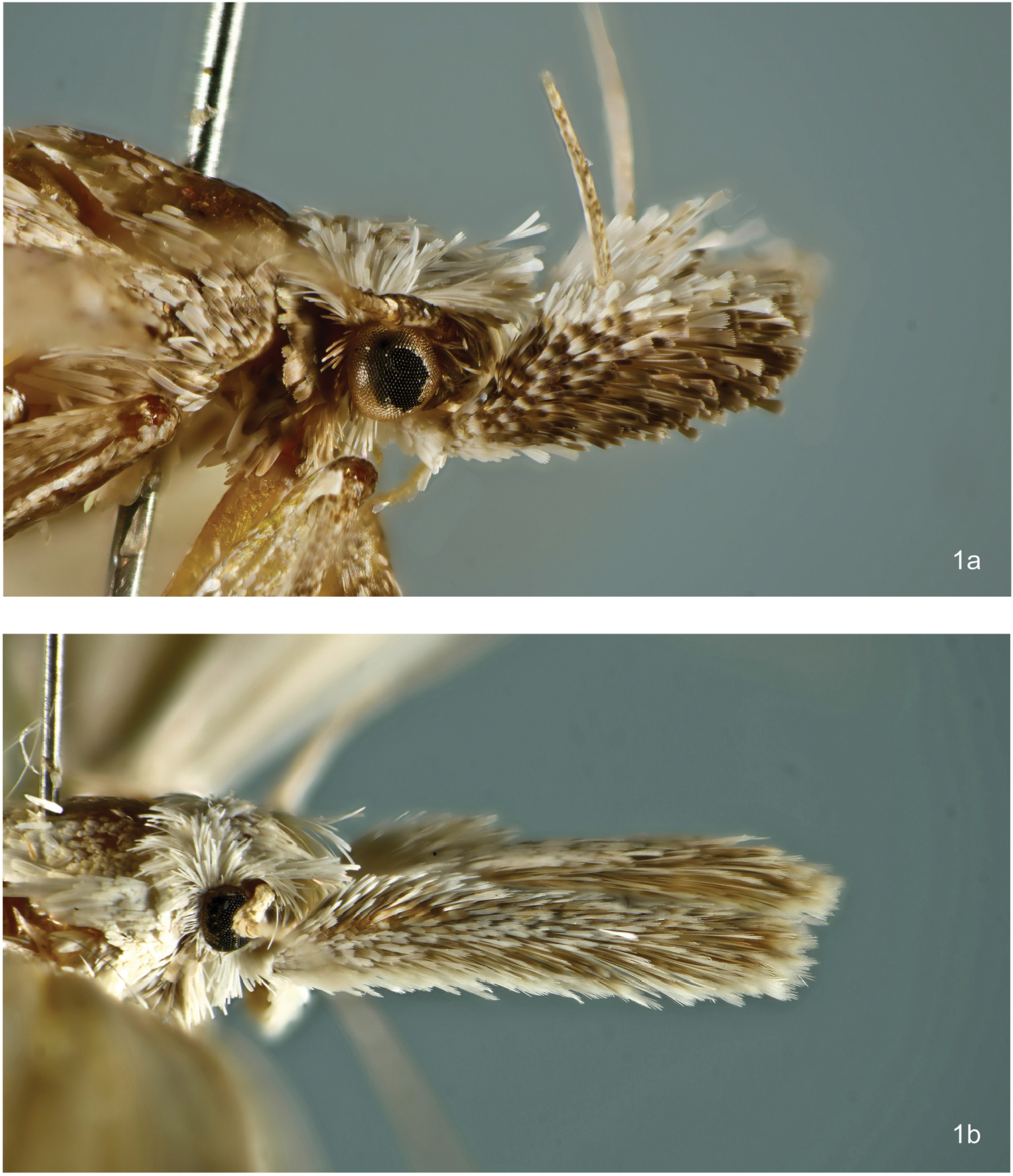
Głowy Megacraspedus squalida (góra) i Megacraspedus longipalpella (dół)
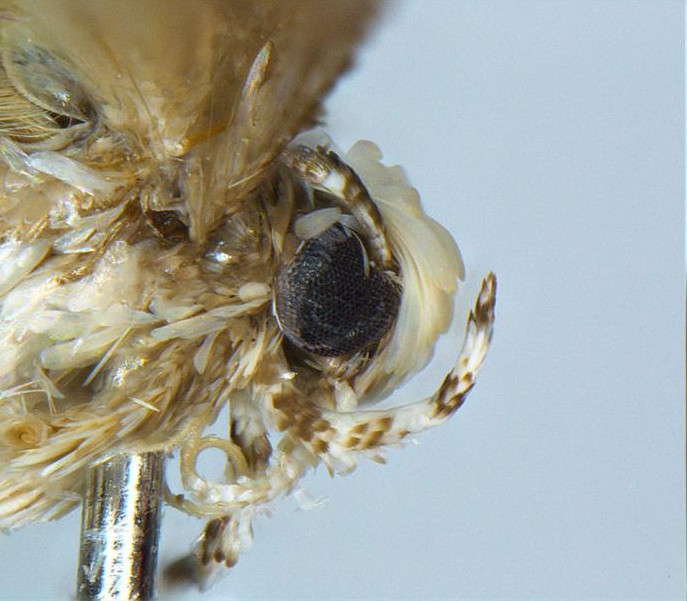
Głowa Neopalpa donaldtrumpi
- Charakterystyczny ruch Syncopacma sp.
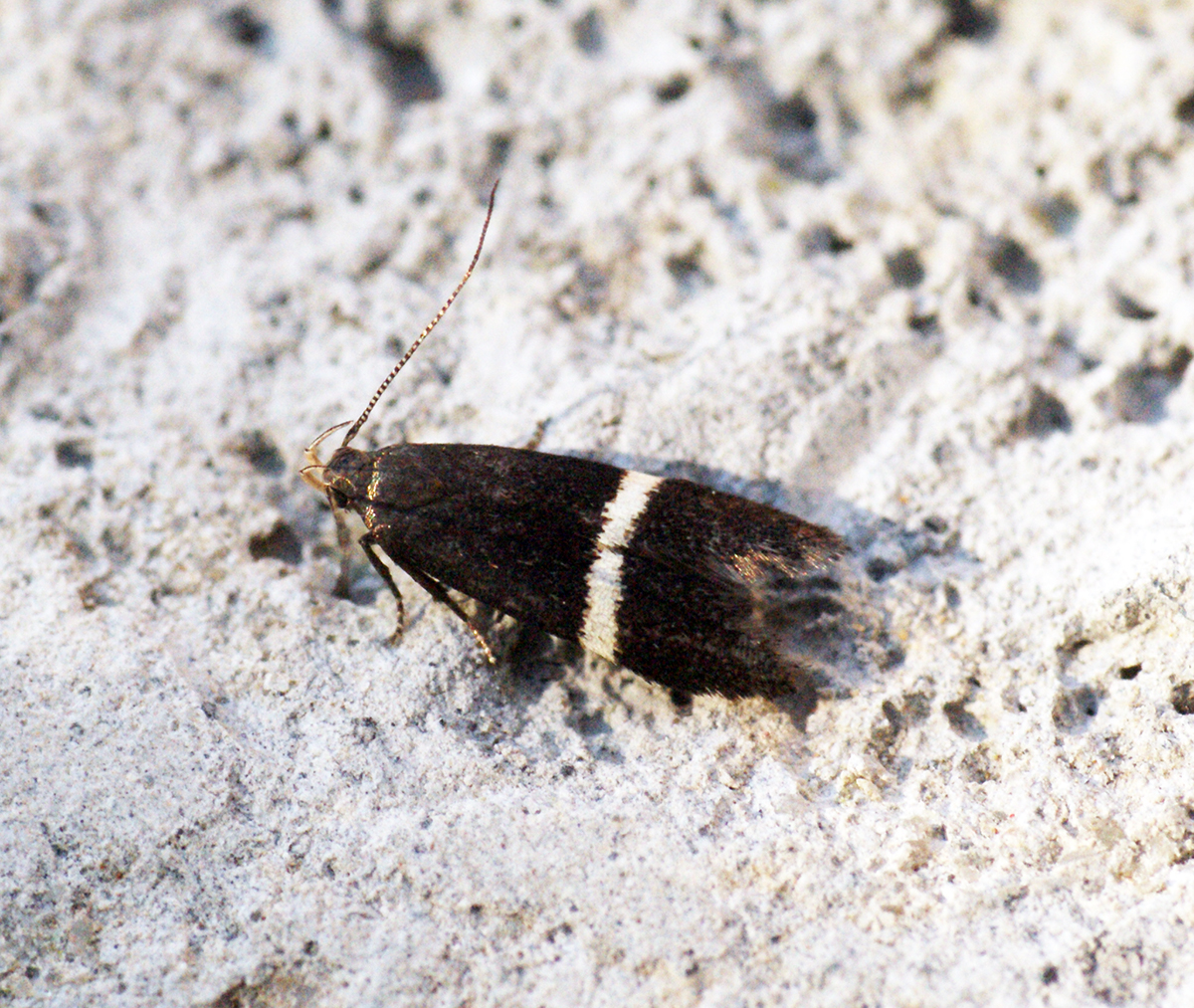
Syncopacma larseniella (Anacampsinae), Wielka Brytania
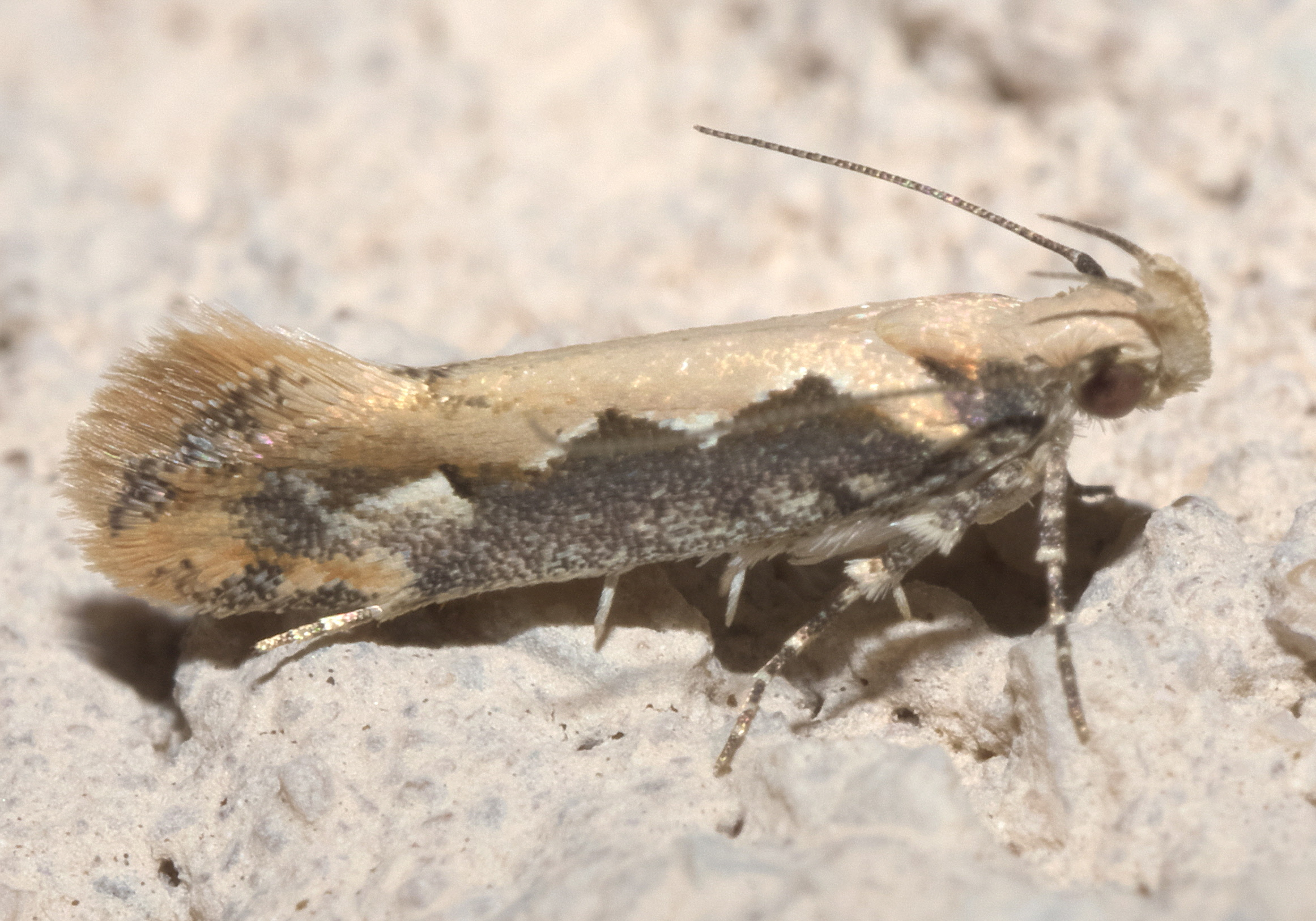
Ornativalva erubescens (Anomologinae), USA
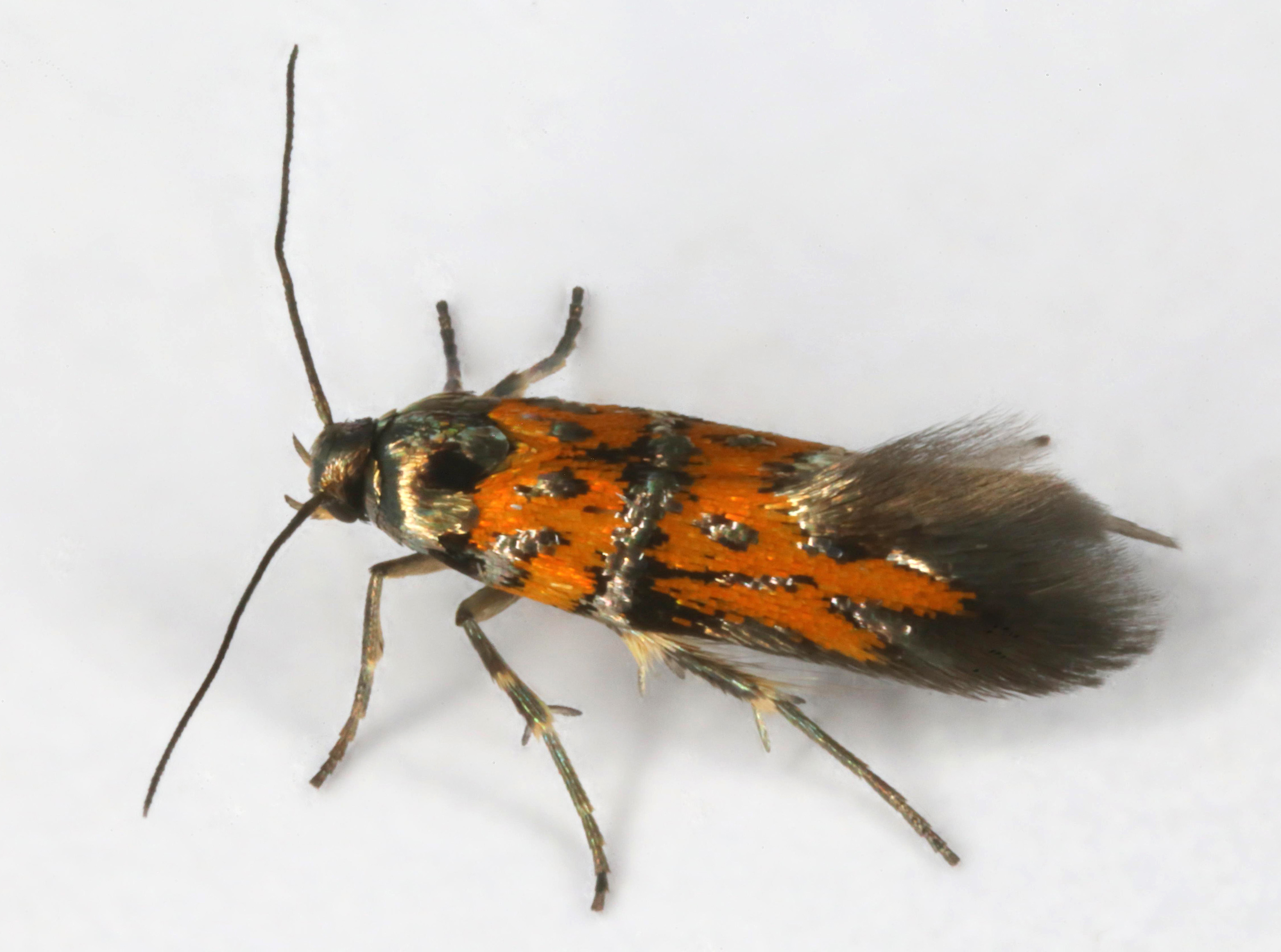
Chrysoesthia drurella (Apatetrinae), Wielka Brytania
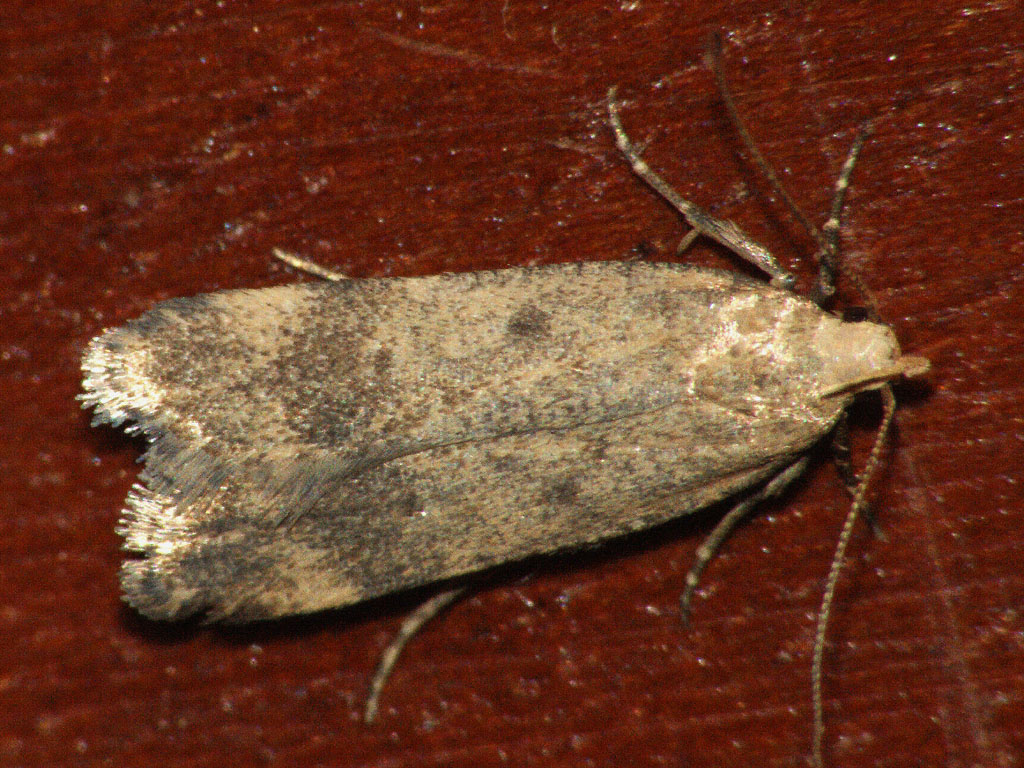
Pexicopia malvella (Apatetrinae), Rosja
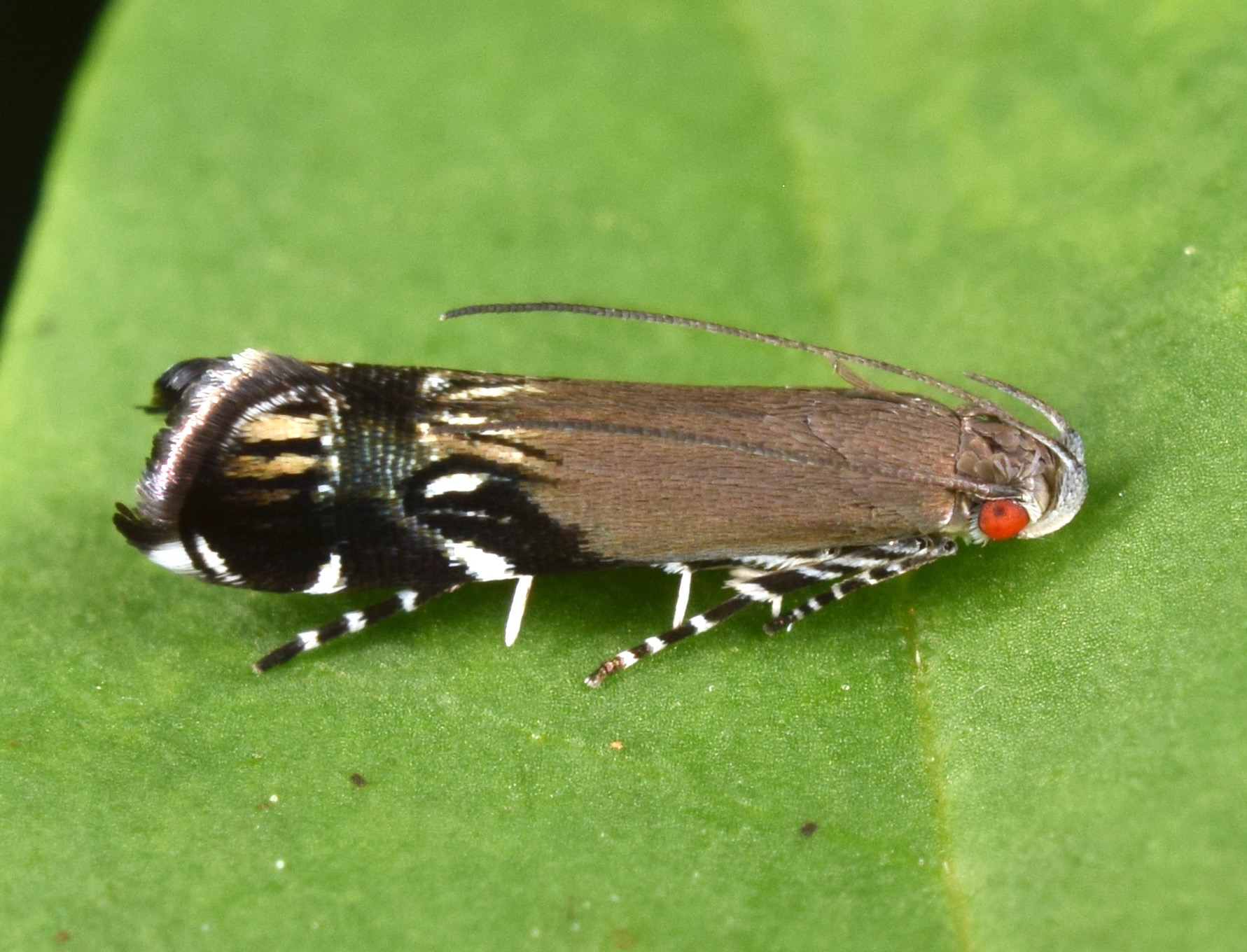
Anacampsis levipedella (Dichomeridinae), USA
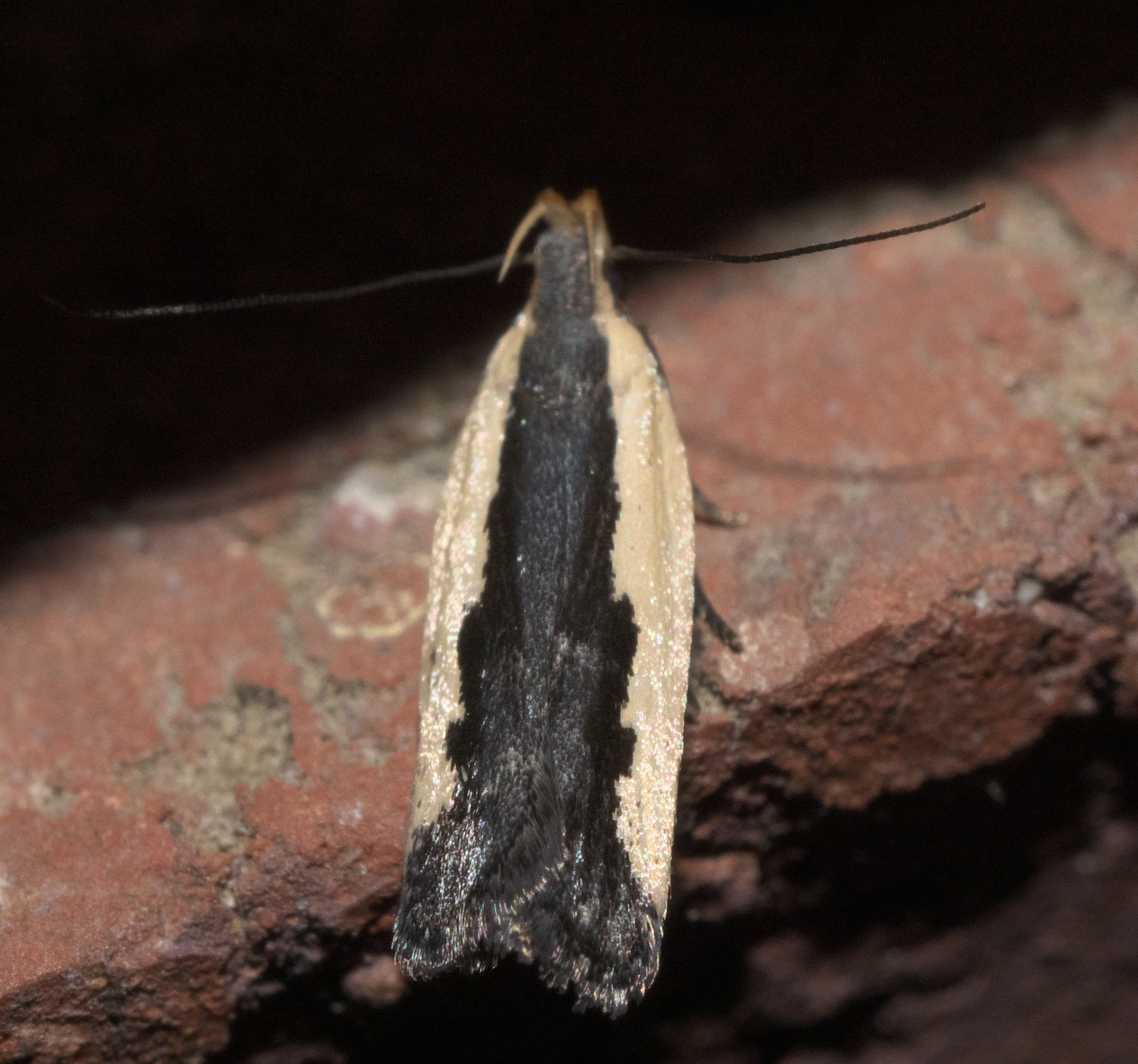
Dichomeris serrativittella (Dichomeridinae), USA
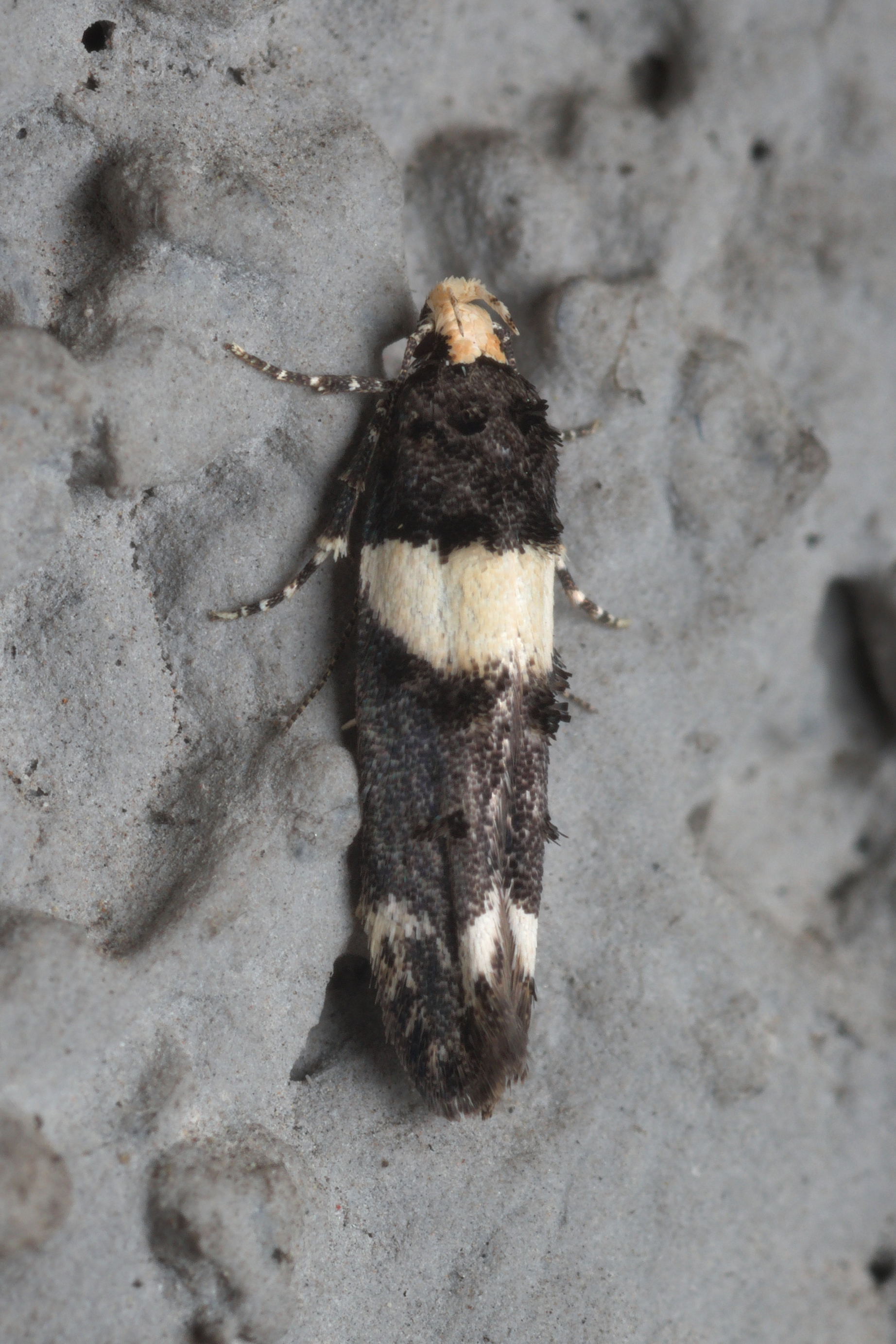
Recurvaria leucatella (Gelechiinae), Polska
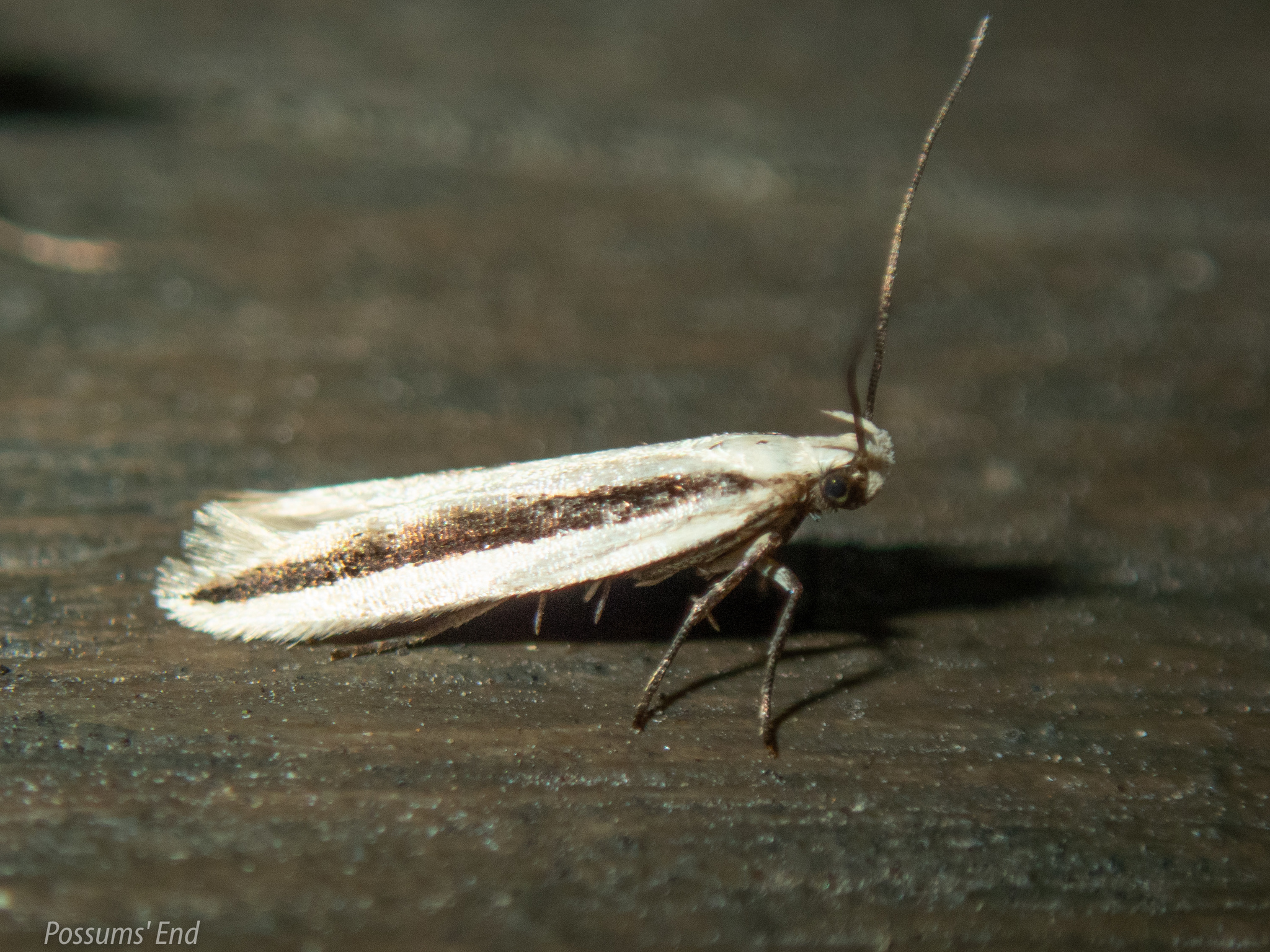
Kiwaia monophragma (Gelechiinae), Nowa Zelandia
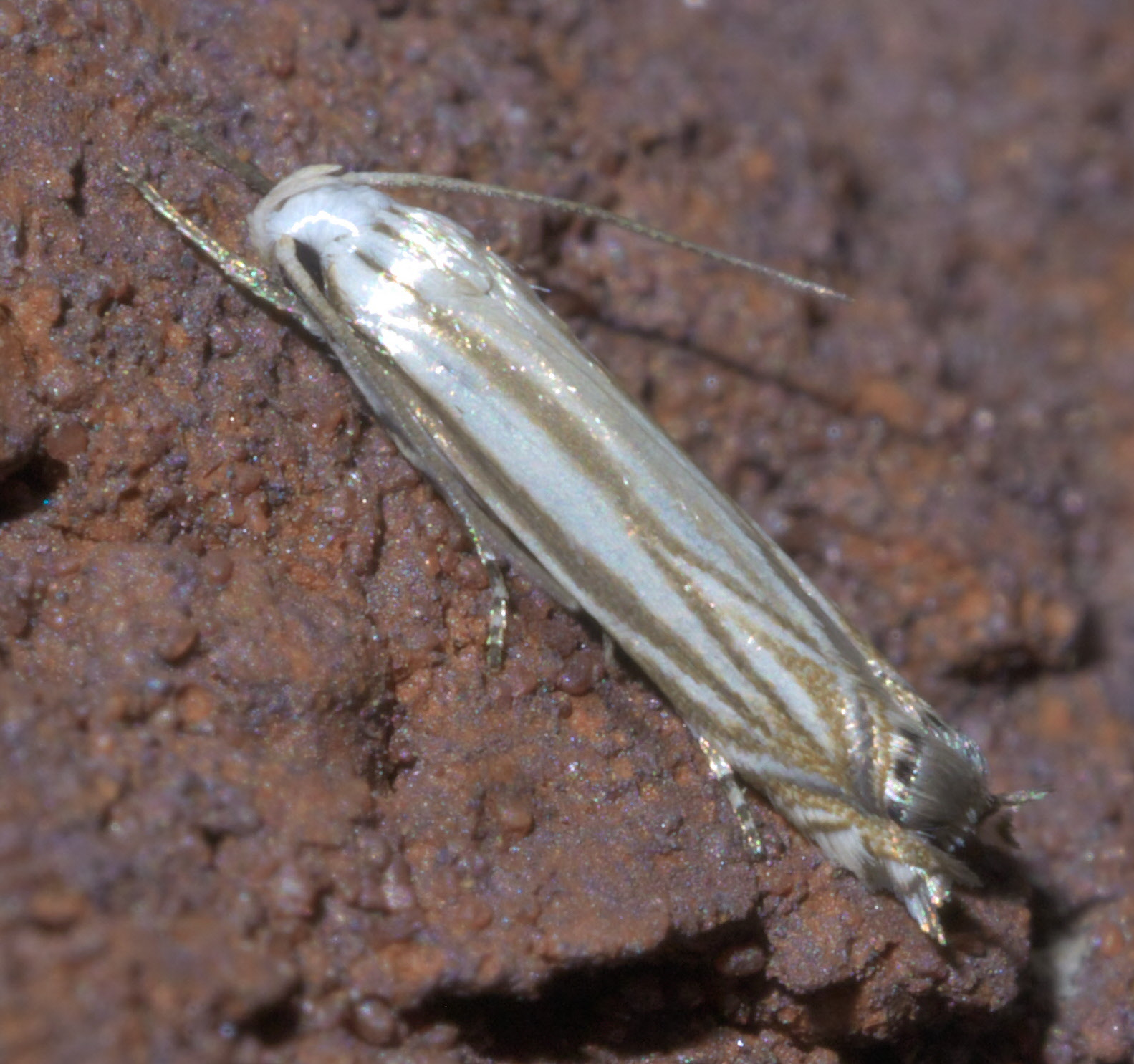
Polyhymno luteostrigella (Thiotrichinae), USA